# 李振石
李振石（韓語：이진석，1958年1月22日—）是韓國導演。

## 執導作品

### 電視劇
- 1993年MBC 《我們的天國》

主要演員：張東健
- 1994年 MBC 《愛的火花》（又名：愛全爲你）

主要演員：車仁表、辛愛羅、李升燕
- 1995年 MBC 《酒店》（又名：大饭店）

主要演員：韩石圭、李升燕
- 1997年 MBC 《星星在我心》(又名：星夢奇緣)

主要演員：安在旭、崔真实、车仁表
- 1998年 MBC 《愛情》

主要演員：张东健、金美淑、崔智友、宋允儿
- 1998年 MBC 《向日葵》（又名：妙手情天）

主要演員：安在旭、金喜善、韓載錫、秋相美、金來沅
- 1999年 MBC 《愛你》

主要演員：
- 1999年 MBC 《走向陽光》

主要演員：車太鉉、金荷娜、金贤珠、張赫
- 2000年 MBC 《愛上女主播》(又名：夏娃的誘惑)

主要演員：蔡琳、張東健、韓載錫 、金素妍
- 2000年 SBS《白衣戀歌》（又名：醫學中心）

主要演員：李升燕、甘宇成、金相鏡、金敏善
- 2001年 MBC 《醫家四姐妹》(又名：四姐妹的故事)

主要演員：蔡琳、韓載錫、金灿宇、黄秀贞
- 2001年 MBC 《悄悄愛上你》（又名：我的家）

主要演員：金載沅、笛木優子、金孝珍
- 2002年 MBC 《紅豆女之戀》

主要演員：張娜拉、金來沅 、金載沅
- 2003年 SBS 《酒國》(又名：酒之國)

主要演員：金載沅、金敏贞
- 2004年 KBS2 《新娘18歲》

主要演員：韓智慧、李東健、李多海、朴亨才
- 2004年 SBS 《嫂嫂19歲》

主要演員：鄭多彬、金載沅、尹啟相、金敏喜
- 2004年 MBC 《愛在哈佛》(又名：哈佛愛情故事)

主要演員：金來沅、金泰熙

### 電影
- 1996年《Change》